# Сомбреро
 Тази статия е за вида шапка.  За острова в Карибско море вижте Сомбреро (остров).  
Сомбреро е характерна за Мексико шапка с широка периферия. Името ѝ идва от испанската дума sombra, която означава сянка. Селските сомбреро обикновено са правени от слама, докато по-заможните мексиканци са носили филцени сомбреро. Днес този вид шапка почти не може да се види в ежедневието, но е част от фолклорните и фестивалните костюми за много традиционни мексикански обичаи и чествания.